# Дельфийские игры
Дельфийские игры — соревнования (конкурсы, фестивали), а также выставки и презентации в различных областях искусства. Истоки современных Дельфийских игр прослеживаются от античных Пифийских игр, проходивших в древнегреческих Дельфах. Среди участников и победителей Дельфийских игр много людей, продолжающих деятельность в области искусства.

## История

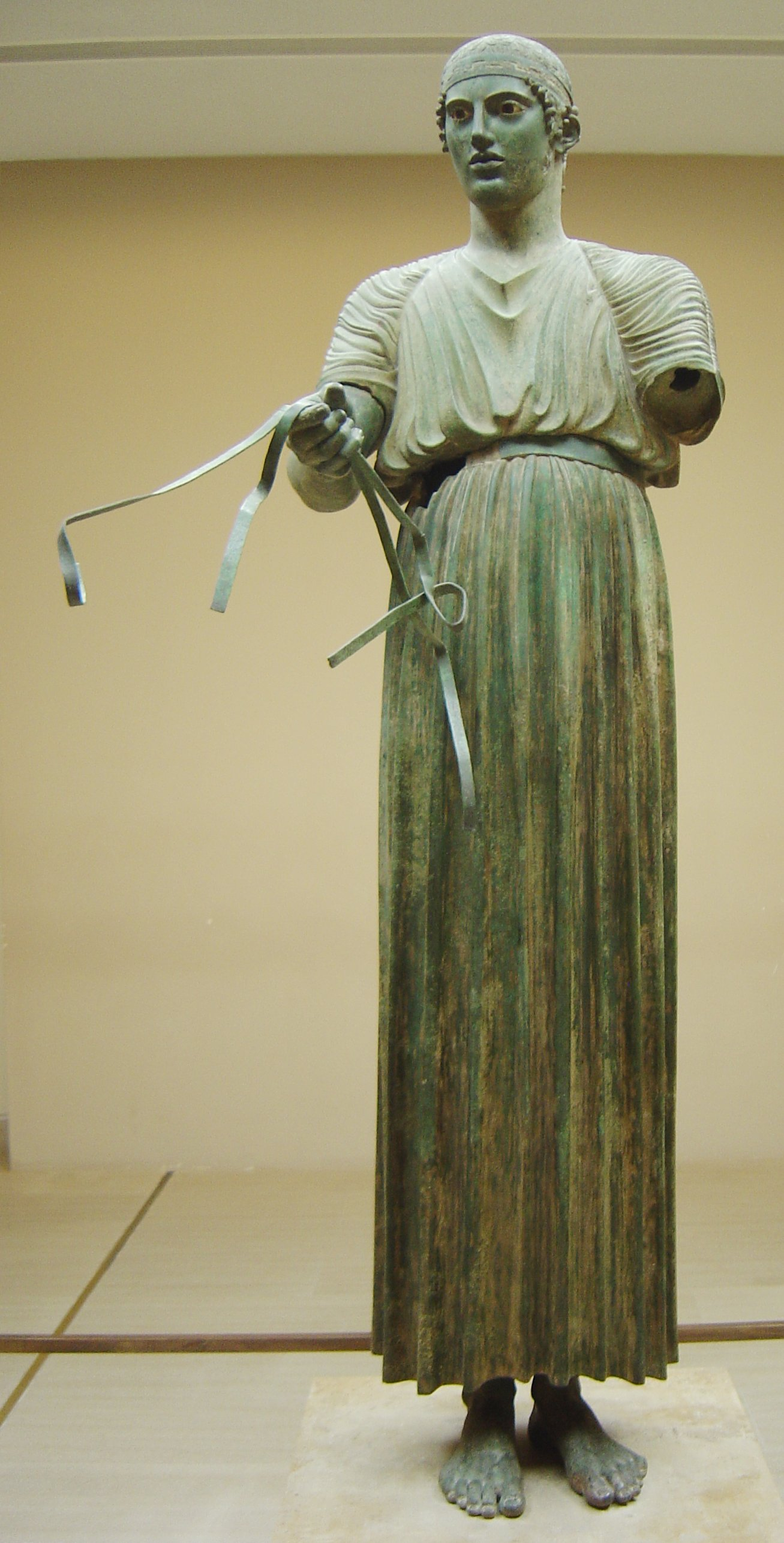
Дельфийский возничий, V в. до н. э. Археологический музей, Дельфы, Греция

Общенациональные древнегреческие Пифийские игры в Дельфах у подножья горы Парнас были посвящены прославлению бога Аполлона, который, согласно мифам, победил дракона Пифона, охранявшего древнее прорицалище, и учредил в честь этой победы Дельфийский оракул и новый Агон. История Пифийских игр достаточно отчётливо документируется с 582 года до н. э., когда после первой Священной войны около 586 года до н. э. управление Играми перешло к Дельфийской Амфиктионии — совету двенадцати греческих племён. С тех пор Пифийские игры стали проходить каждые четыре года, в год, предшествующий Олимпийским играм, вместо одного раза в восемь лет, как было прежде. Многочисленные сказания, легенды и найденные фрагменты исторических сообщений свидетельствуют о том, что античные Пифийские игры в Дельфах были своеобразным музыкальным центром Эллады.
В своей программе Пифийские игры объединяли виды искусств с атлетическими состязаниями и гонками на колесницах. Среди музыкальных соревнований преобладало пение под аккомпанемент кифары — излюбленного музыкального инструмента бога Аполлона. Пифийские игры нашли своё отражение в древнегреческом искусстве. До наших дней сохранилась статуя Дельфийского возничего, которая является частью композиции, созданной в ознаменование победы команды колесниц на Пифийских играх.
Последний император единой Римской империи Феодосий I запретил Пифийские игры как языческие одновременно с античными Олимпийскими играми в 394 году н. э..
Начиная с пятых летних Олимпийских игр по инициативе барона Пьера де Кубертена возобновились художественные состязания. Конкурсы искусств на Олимпийских играх проводились с 1912 до 1948 года. Они включали номинации по разным видам искусств, при этом тематически  были связаны исключительно со спортом.

Афиша Дельфийского фестиваля 1927 года

В первой половине XX века греческий поэт и драматург Ангелос Сикелианос с американской супругой Евой Палмер-Сикелианос, искусствоведом и хореографом, предприняли попытку возрождения Дельфийской идеи объединения людей с помощью искусства ради гармоничного развития тела и духа. Совместно они организовали и провели два Дельфийских фестиваля (в 1927 и в 1930 году) на родине Пифийских игр в Дельфах. Несмотря на популярность этих фестивалей, их проведение после 1930 года было прервано из-за проблем с финансированием в период Великой депрессии. 
Современные Дельфийские фестивали проходят по инициативе городского муниципалитета и Европейского культурного центра в Дельфах. 

## Современные Дельфийские игры
Очередной проект возрождения Дельфийской идеи появился в конце XX века по инициативе Кристиана Кирша при поддержке известных личностей, деятелей культуры и искусства из разных стран мира .
В  1994 году в берлинском дворце Шёнхаузен был учреждён Международный Дельфийский совет (МДС). В 1996 году в Санкт-Петербурге под патронатом ЮНЕСКО, Совета Европы и городской мэрии прошёл Первый Дельфийский конгресс МДС, в ходе которого по примеру Олимпийской хартии была принята Дельфийская хартия, сформулированы цели и задачи Дельфийского движения. С самого начала активную роль в становлении дельфийского движения играла Россия. Наибольшую активность в создании национальных Дельфийских организаций проявили Беларусь, Германия, Греция, Грузия, Китай, Нигерия, Россия, США, Филиппины, Япония. 
Первые региональные молодёжные Дельфиады прошли в Грузии, Албании, России. Национальные организации, вступившие в МДС, открывают по возможности свои официальные сайты и модифицируют их с учётом актуальных дельфийских событий. 
В 2003 году был зарегистрирован Международный Дельфийский комитет (МДК) со штаб-квартирой в Москве, сайт которого открылся 1 мая 2006 года. На нём появилась иная информация об истории Дельфийских игр в отличие от ранее публиковавшейся на сайте НДС России. 
Современные Дельфийские игры проводят две организации: 
1. Международный Дельфийский совет (МДС) со штаб-квартирой в Берлине, с 1994 года возглавляемый Кристианом Киршем[35][36].
2. Международный Дельфийский комитет (МДК) со штаб-квартирой в Москве, с 2004 года возглавляемый Владимиром Понявиным[37].

МДС и НДС Грузии в Тбилиси (25—30 апреля 1997) впервые провели международные молодёжные Дельфийские игры.
МДС и НДС России в Москве (1—7 декабря 2000) впервые провели для взрослых участников международные Дельфийские игры.
При подготовке делегаций к участию в международных Играх национальные организации разных стран мира могут проводить свои конкурсные отборы и фестивали различного масштаба — от местного до континентального.
С 1999 года Национальный Дельфийский совет России, вступивший в состав МДС, начал проводить Молодёжные Дельфийские игры России. Под патронатом МДС прошли первые из них в Саратове (17—21 ноября 1999)  и вторые в Смоленске (21—26 сентября 2001).  
Под патронатом МДС в Брянске (13—18 сентября 2002) НДС России провёл Первые молодёжные Дельфийские игры государств-участников СНГ, а патронат МДК эти Игры начали получать с 2008 года. 
В Саратове (19—25 сентября 2008) МДК и НДС России провели вторые международные Дельфийские игры, которые  освещались в центральной и местной прессе. В Волгограде (2—7 мая 2014) под патронатом МДК прошли первые молодёжные Европейские Дельфийские игры.  В Сыктывкаре  (24—28 ноября 2022) прошли под патронатом МДК Первые молодёжные Арктические Дельфийские игры. 

## Комментарии
1. ↑  В 1988 году в Женеве было зарегистрировано  международное общество «Musica Magna International» (MMI), которое возглавлял Кристиан Кирш[11][12][13]